# فالح البريعصي
فالح عامر عزام البريعصي المطيري (1896 - 1971)؛ عسكري كويتي، كان حارسًا لبوابة الشعب إحدى بوابات سور الكويت، المعروفة أيضًا باسم «بوابة البريعصي»، وهو الحارس الوحيد الذي أطلق الكويتيون اسمه على إحدى بوابات سور الكويت، حتى أصبحت البوابة تعرف باسمه على خلاف بقية البوابات التي عُرِفت بأسماء مناطقها أو أشهر أماكنها. شارك فالح البريعصي في معركة الجهراء، وتوفي في 1971، في عهد الشيخ الأمير صباح السالم الصباح، عن عمر ناهز 75 عامًا.